# Duosperma parviflorum
Duosperma parviflorum là một loài thực vật có hoa trong họ Ô rô. Loài này được Hedrén & Vollesen mô tả khoa học đầu tiên năm 2006.